# Jesús Blasco
Jesús Blasco Monterde (Barcellona, 3 novembre 1919 – 21 ottobre 1995) è stato un fumettista spagnolo considerato uno dei più importanti disegnatori di fumetti catalani, creatore fra gli altri del celebre personaggio di Cuto..

## Biografia
Esordisce nel 1935 pubblicando alcune illustrazioni sulla versione spagnola della rivista Mickey. Negli anni quaranta pubblica fumetti umoristici per bambini creando anche personaggi propri come Anita Diminuta (1941), sulla rivista Mis Chichas, Chispita (1946), Marcela e Joe Bazooka; per la rivista Boliche, creò Cuto, protagonista della serie intitolata Cuto, Gurripato y Camarilla, e che divenne uno dei suoi personaggi più noti; questa serie continuò, dal 1940, sulla rivista Chicos, sulla quale pubblicò anche altre serie a fumetti di genere avventuroso e fantascientifico; per la rivista Mis Chicas creò nel 1941 la serie Anita Diminuta e, nel 1943, Los Tres Inseparables.
In quel periodo partecipò, come combattente nelle file dell'esercito repubblicano, alla guerra civile spagnola; fu anche recluso in un campo di concentramento, in Francia. In seguito rientrò in Spagna, entrando in contatto con l'editrice Consuelo Gil che lo invitò a collaborare su Chicos, sul quale Blasco pubblicherà alcune delle sue opere più importanti. Per la rivista Mis Chicas, sempre dell'editrice Consuelo Gil, crea il personaggio Anita Diminuta (1941), e in seguito Los tres inseparables (1943). Realizza diverse storie di guerra ambientate durante la seconda guerra mondiale, tra cui La Escuadrilla de la Muerte (1941) e Episodios de Guerra (1948). In questo periodo realizza anche altri racconti e tra questi: Chispita (1946), Kul-Hebra (1949), Tontone y Cia, Jim el Terrible, Smiley O'Hara (1950), Lex Tarron y Joe Bazooka.
Alla fine degli anni cinquanta inizia a lavorare per l'agenzia di stampa britannica Fleetway realizzando storie a fumetti di genere avventuroso come Billy the Kid, Wyatt Earp, Steel Claw, Buffalo Bill, The Indestructible Man e molti altri come Shot Basky e Blackbow, Moctezuma's Daughter, Edward and the Jumblies,The Indestructible Man, The Slave of the Screamer, Phantom of the Forest e Miss Tarántula.
Nel 1968 inizia a pubblicare anche sul settimanale franco/belga Spirou per il quale realizza la serie Los Guerilleros, scritta da Miguel Cussó ed edita anche in Italia dall'Editoriale Cosmo, oltre a quella di Paul Foran su testi di José Larraz; grazie allo Studio Ortega pubblica anche in Germania sulla rivista Pabel Verlag Tom Berry.
Negli anni ottanta realizza una storia a fumetti su Marco Polo pubblicata in Italia su Intrepido e una versione a fumetti della Bibbia, Une Bible en Bande Dessinée, insieme ai suoi fratelli Alejandro e Adriano ed edita dalla Dargaud nel 1983, su testo di Claude Moliterni e pubblicata anche in Italia dalla Mondadori. In Italia entra nello staff di disegnatori della Sergio Bonelli Editore nel 1987 realizzando sei storie della serie western Tex. Alla fine degli anni ottanta realizzò con lo scrittore Víctor Mora la storia a fumetti Capitan Trueno e la serie medievale Tallafero. L'ultima opera pubblicata fu I bivi della Storia all'interno della collana Zona X della Bonelli nel 1994.
Morì a Barcellona il 21 ottobre 1995.

## Riconoscimenti
- Premio Yellow Kid "una vita per il cartooning" al Salone Internazionale dei Comics (1982).[2]